# هجوم خليج عمان (يونيو، 2019)
هجوم خليج عمان - يونيو 2019 تفجيرات وقعت في 13 يونيو 2019، استهدف ناقلتي نفط بالقرب من مضيق هرمز أثناء عبورهما لخليج عمان. جاء هذا الهجوم بعد شهر واحد فقط من هجوم خليج عمان الأول. تعود ملكية إحداهما إلى النرويج والأخرى إلى اليابان. احترقت كلتا الناقلتين إثر هجوم اتّهِمت به إيران، وأفادت الجهات المالكة للناقلتين بأن جميع أفراد طاقمَيهما لم يصابوا بأذى وجرى إجلاؤهم بنجاح.

## خلفية
وقَعَ كلا الحادثين في وقت كانت تسود فيهِ التوترات بين إيران من جهة والولايات المتحدة وأيضا بعض دول الخليج العربي من جهة ثانيّة، والتي قد بلغت ذروتها منذ عقود. وبالعودة إلى خلفيّة الموضوع ففي الثامن من مايو/أيّار 2018؛ انسحبت الولايات المتحدة من خطة العمل الشاملة المشتركة مع إيران وأعادت فرض عقوبات عليها بسببِ برنامجها النووي. رداً على ذلك؛ هدّدت إيران بإغلاق مضيق هرمز أمام النقل البحري الدولي والذي سوف يؤثر بشكلٍ أو بآخر على إقتصاديات سوق النفط العالمي باعتبار أنّ المضيق يُعدّ نقطة مرور مهمّة وتمر عبره نسبة كبيرة من صادرات النفط باتجاهِ باقي دول العالَم.
نتيجةً لتجديد العقوبات على إيران؛ سجّل إنتاج النفط الإيراني انخفاضًا تاريخيًا فيمَا حافظت المملكة العربية السعودية على الإمدادات حتى لا يتضرّر السوقُ العالمي. في وقتٍ لاحقٍ عَرض الرئيس الأمريكي دونالد ترامب إجراء محادثات مع إيران بشأن برنامجها النووي؛ كما عرض عليها إبرام صفقة من أجل إلغاء حزمة العقوبات والمساعدة في إصلاح اقتصاد البلد؛ لكنّه لم يستبعد في الوقتِ ذاته احتمال اندلاع حربٍ مع إيران؛ والتي ردّت على ترامب بالقول: إنه لن تكون هناك مفاوضات مع الولايات المتحدة.
في الخامس من مايو/أيّار 2019؛ أعلن مستشار الأمن القومي الأمريكي جون بولتون أن الولايات المتحدة نشرت الحاملة يو إس إس آبراهم لينكولن وَأربعة قاذفات بي 52 في الشرق الأوسط «لإرسال رسالة واضحة لا لبس فيها» إلى إيران في أعقاب تقارير استخبارية عن «مؤامرة إيرانية مزعومة» لمهاجمة القوات الأمريكية في المنطقة.
لقد وقعَ الحادث بعد شهر تقريبًا من هجوم خليج عمان وما تبعهُ من تحقيقٍ دولي خلصَ إلى أن أربع ناقلات نفط كانت ترفعُ أعلام النرويج والمملكة العربية السعودية والإمارات العربية المتحدة وناقلة رابعة لم تُحدّد هويتها قد استُهدفت عبرَ «عملية معقدة» تقفُ خلفها دولة مُعيّنة؛ فيمَا ألقت المخابرات الأمريكية باللوم على إيران ما أدى إلى زيادة التوترات بين البلدين.
استهدفَ الهجوم الثاني ناقلتي نفط وهمَا فرونت ألتير النرويجية وَكوكوكا اليابانية التي كانت تحمل منتجات نفطية من السعودية وقطر والإمارات العربية المتحدة. تبيّن فيما بعد أنّ فرونت ألتير كانتَ تحملُ المركب الكيميائي نفثا من شركة بترول أبوظبي الوطنية وكانت متجهةَ من الرويس في الإمارات العربية المتحدة صوبَ تايوان أمّا الناقلة اليابانيّة فكانت تحملُ الميثانول الذي حصلت عليهِ من مناطق عدّة وبالأخص من الجبيل في المملكة العربية السعودية ومسيعيد في قطر بينما كانت متجهةً صوب سنغافورة.
ومن الجديرٌ بالذكر أنّ الحادث قد وقعَ أثناء زيارة شينزو آبي رئيس وزراء اليابان إلى طهران والذي كانَ يحملُ معه مذكرة من دونالد ترامب إلى الزعيم الإيراني علي خامنئي الذي رفضَ تبادل الرسائل مع ترامب؛ قائلًا: «لا أرى ترامب يستحق أي تبادل للرسائل؛ وليس لدي أي ردٍ عليه لا الآن ولا في المستقبل.»

## الهجوم
كانت كل من فرونت ألتير وَكوكوكا تعبرانِ خليج عُمَان متجهتين جنوب شرق المياه الدولية عندما وقعت الانفجارات. بعدَ انتشار نبأ الهجوم؛ ذكرت شركة سي بي سي كوربوريشن (بالإنجليزية: CPC Corporation)‏ مالكة ناقِلة فرونت ألتير أنها قد تكون أصيبت بطوربيد في حوالي الساعة 04:00 بتوقيت جرينتش في 13 يونيو/حزيران. تلقت البحرية الأمريكية مكالمات استغاثة من فرونت ألتير في الساعة 02:12 بتوقيت جرينتش (06:12 بالتوقيت المحلي) ثمّ نداء استغاثة آخر من كوكوكا في الساعة 03:00 بتوقيت جرينتش (07:00 بالتوقيت المحلي). لقد تسبّب الهجوم في اشتعال النيران في كلتا السفينتين وبالرغمِ من ذلك فقد نجا جميع أفراد الطاقم بعدما تمّ إجلاؤهم بنجاح. في الوقتِ ذاته ذكرت وكالة الأنباء الإيرانية في البداية أن فرونت ألتير قد غرقت لكنّ هذه الأخيرة نفت في وقتٍ لاحق عبر بيانٍ مزاعم الوكالة. لقد أشارت تقارير أخرى إلى احتماليّة استعمال ألغام متفجّرة في هذه الهجمات، وقالت إيران أنها أنقذت جميع أفراد طاقم السفينة الأولى البالغ عددهم 44 فردًا. نفسُ الأمر قد فعلته البحرية الأمريكية ونجحت هي الأخرى في إنقاذ بعض أفراد الطاقم، فيمَا أنقذت سفينة هولندية 21 شخصًا من كوكوك وقالَ طاقمُ السفينة اليابانيّة أنهم رأوا شيئًا مشبوهًا في الجو لكنهم لم يتمكنوا من التعرف عليه.

## المسئولية
قال وزير الخارجية الأمريكي مايك بومبيو في يوم الحادث إن إيران مسؤولة عن الهجوم؛ واستند في هذا التقييم إلى ما توصلت له استخبارات بلده عبر دراسةِ الأسلحة المستخدمة في الهجوم فضلًا عن ربطِ ما حصل بالهجمات الإيرانية المماثلة في المنطقة. في المُقابل ردت الحكومة الإيرانية بالنفي وَأنكرت مسؤوليتها فيما جرى. وفقاً لصحيفة نيويورك تايمز، يعتقد الخبراء أنه من الممكن أن ترتكب إيران هجوماً من هذا النوع  لإرداء لطمة قوية للولايات المتحدة وفي نفس الوقت الحفاظ على مقدار من الحيرة يسمح لها بتجنب هجوم معاكس مباشر.  وذكرت صحيفة الجارديان أن أجهزة المخابرات الغربية تعتقد أن الحرس الثوري الإيراني قد ارتكبَ الهجمات انتقامًا من العقوبات التي تسبّبت في منعِ تصدير النفط الإيراني. علق وزير الدفاع المؤقت باتريك شاناهان أن الولايات المتحدة تريد أن تبني «إجماعاً دولياً» عن طريق رفع السرية عن معلومات حصلت عليها المخابرات الأمريكية وإصدارها.
في وقتٍ متأخر من يوم 14 يونيو/تمّوز؛ أصدرت البحرية الأمريكية شريط فيديو صوّر في الساعة 4:10 مساءً بالتوقيت المحلي ويُظهر ما قالت أنّهم أفراد من الحرس الثوري في سفينة إيرانية صغيرة يزيلونَ لغمًا غير منفجر في جانبِ الناقلة اليابانية. يطابق قارب المراقبة الذي يُظهره شريط الفيديو طراز وأبعاد قوارب المراقبة المُستخدمة من قبل القُوى البحرية للحرس الثوري الإيراني، حيث يمتلك القارب نفس الشارة التي تمتلكها القوارب الإيرانية، ويشمل أيضاً مركز تحكم مطابق. ومُجددًا نفى المسؤولون الإيرانيون الاتهامات التي قالوا بأن «لا أساس لها من الصحّة». قال وزير الخارجية الألماني هايكو ماس الجمعة إن الفيديو الأمريكي الخاص بهجوم الناقلتين بخليج عمان لا يكفي للوصول لاستنتاج قاطع بشأن المسؤول عنه. كما قال يوتاكا كاتادا، رئيس شركة الشحن المشغلة لناقلة كوكوكا كاريدجس اليابانية، أن طاقم الناقلة «أبلغنا أن جسما طائرا اقترب من السفينة وأنهم وجدوا ثقبا... ثم شاهد بعض أفراد الطاقم الضربة الثانية» واستبعد أن تكون ناقلة كوكوكا كاريدجس استهدفت بواسطة لغم أو طوربيد، ووصف فرضية استهداف الناقلة بواسطة لغم بأنها «خاطئة»، مرجحا أن ذلك الجسم الطائر وراء الهجوم. قال كاتادا بالتحديد: «لأ أعتقد أنه تم إدراج قنبلة موقوتة أو جسم آخر بجانب السفينة»، وذكر أنه تم إصابة السفينة بواسطة القذائف المدفعية والرصاص، وأن ذلك الذي دفع قبطان السفينة لأمر طاقمها بالتوجه نحو قوارب النجاة على متن السفينة. أيضاً بتاريخ 14 مايو، روت وكالة تسنيم للأنباء أن مدير مرفأ محافظة هرمزغان قال أن التحقيقات المبكرة تظهر ما يلي: اندلعت الحرائق لأسباب تقنية، وليس هناك برهان أن جسم خارجي اصطدم بأي من السفينتين.
شجع تريتا فارسي، رئيس المجلس الإيراني الأمريكي الوطني، على توخي الحذر في مسألة إلقاء اللوم، وأسند عدم وجود دليلٍ كافٍ لتحميل أي من الأطراف المشاركة المسؤولية وراء ارتكاب الاعتداءات.
قال المحلل فرانسوا هيزبورغ أن «هناك الكثير من الارتياب حول دوافع الولايات المتحدة. البيئة البحرية بالأخص عرضة للتلاعب- أنصحكم بتذكر حادثة خليج تونكين». قال المحلل أنثوني غوردزمان أن «هناك احتمال أن داعش نفذت هذا الاعتداء لتحريض خصمين- الولايات المتحدة وإيران- على بعضهما البعض، أو من الممكن أن تكونوا شاهدتم السعودية والإمارات وهما يخلقان حادثة بإمكانهما استخدامها للضغط على إيران لاحقاً».

## ردود الفعل
بعدَ الحادث؛ غرّد وزير الخارجية الإيراني محمد جواد ظريف على حسابه الشخصي في موقع تويتر نافيًا أيّ صلة لحكومة طهران فيما حصل ومحذرًا الأمريكان من تصرفاتهم في المنطقة وما قد يترتب عنها، حيث قال «مصطلح مثير للشك لا يبدأ بوصف ما حصل هذا الصباح»، ووصف الاعتداءات أيضاً كمحاولة من قبل «الفريق ب» لإجراء تخريب متعمد للمبادرات المبنية على أسس دبلوماسية  (الفريق ب هو مصطلح ابتكره محمد جواد ظريف للإشارة إلى هؤلاء الأفراد: جون بولتون؛ محمد بن سلمان؛ محمد بن زايد آل نهيان؛ وينيامين نتانياهو). في السياق ذاته؛ ألقى المسئولون الأمريكيون باللوم في الهجمات على إيران مُباشرةً؛ بمن فيهم وزير الخارجية مايك بومبيو الذي قالَ إنّ الولايات المتحدة ستُدافع عن قواتها ومصالحها في المنطقة، ووافقهُ في ذلك وزير الدولة للشؤون الخارجية في المملكة العربية السعودية عادل الجبير مُشيرًا إلى أنّ «إيران لديها تاريخ في القيام بذلك [الهجَمات].» كما نشرَ مكتب الشؤون الخارجية وشؤون الكومنولث في المملكة المتحدة بيانًا وردَ فيهِ أنّ لندن تؤمن بتقييم الحكومة الأمريكية في أن إيران مسؤولة عن الهجوم في خليج عمان فيمَا وصف وزير الخارجية البريطاني جيريمي هانت تصرفات إيران بأنها «غير حكيمة». في المُقابل؛ ردّ ممثل الدولة الإيرانيّة في الأمم المتحدة على اتهام الولايات المتحدة بقولهِ: «إن الحكومة الإيرانية ترفضُ رفضًا قاطعًا ادعاء الولايات المتحدة بأنها مسؤولة عن الهجمات وتُدين ما حصلَ بأقوى العبارات الممكنة.» كما أصدر المبعوث الإيراني لمنظمة الأمم المتحدة تصريحاً حث فيه الولايات المتحدة وحلفاءها الإقليميين على «وضع حد للخطط الخبيثة وعمليات الراية الكاذبة التي ترتكبها في المنطقة».
قال عضو مجلس الشيوخ والمرشح الرئاسي بيرني ساندرز أنه يجب التحقيق بالحادثة «بشكل كامل»، ولكنه أضاف أن الولوج في حرب مع إيران «سيكون بمثابة كارثة دامغة للولايات المتحدة وإيران والإقليم والعالم بأكمله»، وكررت عضوة مجلس الشيوخ والمرشحة الرئاسية إليزابيث وارن ما قاله ساندرز، حيث عبرت عن «قلقها الشديد بشأن التصعيد نحو حرب مع إيران». كما أصدر المبعوث الإيراني تصريحاً حث فيه الولايات المتحدة وحلفاءها الإقليميين على «وضع حد للخطط الخبيثة وعمليات الراية الكاذبة التي ترتكبها في المنطقة». في إطار مقابلة أجراها مع قناة فوكس نيوز، رمى ترامب باللوم على إيران، والتي أعطاها لقب «بلد الإرهاب».
من الجهة السعودية، شجع وزير الطاقة خالد الفالح على القيام «بردٍ سريعٍ وحاسمٍ» على الحادثة، وألقى محمد بن سلمان بدوره باللوم على الإيران.
أصدر مكتب وزارة الخارجية وشؤون الكومنولث البريطاني تصريحاً ينص على إنه «من المؤكد أن فرعاً من الجيش الإيراني- الحرس الثوري الإيراني- اعتدى على ناقلتي نفط بتاريخ 13 يونيو، فمن غير الممكن أن يكون عنصراً آخر، سواءً كان نائباً عن كيان دولي أو غير دولي، مسؤولاً عن الهجمات». قال وزير الخارجية جيريمي هنت أنه «من البديهي أن نقطة البداية بالنسبة لنا هي تصديق حليفتنا الولايات المتحدة» وأن المملكة المتحدة «ستصل إلى استنتاجاتها بحذر وتمعن». اتهم مكتب وزارة الخارجية أيضاً إيران بتدبير وإدارة حادثة خليج عمان التي حصلت بتاريخ مايو 2019، حيث قال أن «التحقيق الذي ترأسته الإمارات لمعرفة ما حدث في الاعتداء الحاصل بتاريخ مايو 2019 ضد أربع ناقلات نفط قرب مرفأ الفجيرة استنتج أنه تم إجراءه من قبل ممثل دولي معقد [ممتلك لعتاد متطور ومهارات متقدمة]. نحن واثقون أن إيران تتحمل مسؤولية ذلك الاعتداء»، ولكن تم التشكيك بسدادة هذا الموقف من قبل قائد المعارضة البريطانية جيريمي كوربن، حيث شكك بوجود «دليل موثوق».
حثت الحكومة الألمانية على «تفادي زوبعة التصعيد». قال وزير الخارجية اللوكسمبورغي جان إسيلبورن أنه «[يعتقد] أن الواجب الأساسي لوزراء الخارجية يتمثل في تجنب الحرب...يجب ألا يتبنى أي أحد المفهوم الخاطئ أنه من الممكن حل أي مشكلة بالشرق الأوسط بواسطة الأسلحة»، بينما قال نده الفنلندي بيكا هافيستو أنه من الضروري أن يتم إجراء «تحقيق مناسب لوضع جميع الحقائق على الطاولة، وبعد ذلك بإمكاننا أن نحدد ما حصل بالفعل، من المسؤول عن هذه العملية». في نفس الوقت، أدلى رئيس الوزراء الإيطالي بما يلي: «نعتقد أن هناك فرصة لإيجاد طريقة بإمكاننا من خلالها جلب السلام والاتزان للعالم».
من جهة أخرى؛ صرّح رئيس الصين شي جين بينغ لنظيره الإيراني حسن روحاني خلال اجتماع لمنظمة شنغهاي للتعاون بأن بكين ستعزز العلاقات مع طهران بصرف النظر عن تَطوّرات هذا الحادث. أمَا نائب وزير الخارجية الروسي سيرجي ريابكوف فقد حذر من «الاستنتاجات المتسرعة» مؤكدًا على أنّ بلاده تحذر من محاولات إلقاء اللوم على إيران.
على المُستوى الأممي دعا الأمين العام لجامعة الدول العربية أحمد أبو الغيط مجلس الأمن التابع للأمم المتحدة إلى اتخاذ إجراءات ضد المسؤولين عن الهجوم من أجلِ الحفاظ على الأمن البحري. وكانَ مجلس الأمن قد اجتمعَ في نفس يوم الحادث في جلسة مغلقة لمناقشة الخطوات اللاحقة. بعد لقاء الأمين العام للأمم المتحدة أنطونيو غوتريش في مقر المنظمة في نيويورك بتاريخ 14 يونيو، قال أبو الغيط «أنه يجب تحديد المسؤوليات بوضوح. أنا متأكد أن الحقائق ستنكشف، وما علينا إلا انتظار مرور الزمن». بعدما زعمت الولايات المتحدة أن إيران متواطئة في الهجوم، أضاف أبو الغيط أن «دعوتي لأخواني الإيرانيين- وأنا ألقبهم بإخواني الإيرانيين: كونوا حذرين واعكسوا مجرى الأحداث لأنكم تدفعون الجميع إلى مواجهة لن يكون أحداً سالماً إذا حصلت».
بعيدًا عن التصريحات السياسيّة فقد أعربَ باولو داميكو رئيس الرابطة الدولية لأصحاب ناقلات النفط المستقلين عن قلقه على سلامة السفن الأخرى في المنطقة وطواقمها، وتجدر الإشارة هنا إلى أنّ سعر النفط قد ارتفعَ في البداية بنسبة تصل إلى 4% بعد الحادث ثم استقر على زيادة قدرها 2%. كما ازداد سعر التأمين على سفن البضائع إثر هذه الحادثة، وهذا من الممكن أن يؤدي إلى زيادة في أسعار النفط.
بتاريخ 14 يونيو، عبرت وزيرة الخارجية النرويجية عن قلقها، وقالت أن «الطرف النرويجي الذي نمثله ينتظر النتائج النهائية للتحقيق»، وبالإضافة قالت «إننا نحث جميع الأطراف على ضبط النفس وتجنب الأنشطة التي من الممكن أن تساهم في تصعيد إضافي». تعتقد الوزارة الخارجية النرويجية أن أثر الهجمات يتمثل في زيادة الحدة في المنطقة. لهذا، أرسل مجلس الإدارة البحرية النرويجي تحذيرات للسفن النرويجية الموجودة في خليج عمان.
في 15 يونيو، «ندد» رئيس الوزراء الياباني شينزو آبي «بشدة» بالاعتداءات على كلا السفينتين، ولكنه لم يحمل أي دولة المسؤولية، وأتى تصريحه في أعقاب مكالمة هاتفية أجراها مع رئيس الولايات المتحدة دونالد ترامب. بعد اطلاعه على شريط الفيديو الذي قدمته الولايات المتحدة كدليل على صحة موقفها، قال مصدر قريب من آبي أن «هذا ليس بمثابة دليل قاطع على أن إيران وراء الهجوم» و«حتى إذا كانت الولايات المتحدة هي من تتبنى هذه المزاعم، لسنا قادرين على تصديقها ببساطة»